# سازند خانه‌کت
سازند خانه‌کت از سازندهای زمین‌شناسی ایران در زاگرس با سن تریاس است. این سازند به طور کامل از رخساره کربناته تریاس تشکیل شده و معادل زمانی دو سازند کنگان و دشتک در زاگرس مرتفع می‌باشد.
برش الگوی این سازند، در تنگ قُمبَری، واقع در تاقدیس خانه‌کت (۱۱۰ کیلومتری شرق شیراز)، و بُرش مرجع آن در اشترانکوه است. سنگ‌شناسی این سازند در بُرش الگو شامل ۳۶۴ متر دولومیت‎های خاکستری رنگ تیره، بسیار ریزدانه، سیلیسی و متوسط تا نازک‌لایه است که ۱۲۲ متر بالای آن حالت فروریختگی و برشی دارد و در رأس آن، دولومیت‌های توده‌ای متبلور و متخلخل به رنگ قهوه‌ای دیده می‌شوند. در بُرش مرجع، این سازند شامل کربنات‌های رُسی و شیل در بخش پایین و باقی ردیف شامل آهک و دولومیت‌هایی از محیط رسوبی کم‌عمق است. از ویژگی‌های سنگ‌شناختی بُرش اشترانکوه فراوانی ترکیبات رسی است.
در برش الگو، مرز زیرین خانه‌کت چندان روشن نیست ولی در اشترانکوه سنگ‌آهک‌های لایه‌لایه، حاوی اثر کرم، بر روی کربنات‌های سازند دالان، با ناپیوستگی، جای دارند. مرز زبرین دولومیت‌های خانه‌کت با شیل و دولومیت‌های لیاس (سازند نیریز) ناپیوسته و فرسایشی است.
رخساره سنگی خانه‌کت یادآور سازند الیکا در البرز و مجموعه دو سازند شتری و قرمز شیل در ایران مرکزی است.